# Tamaraceite
Tamaraceite es un barrio situado en la periferia de la ciudad grancanaria de Las Palmas de Gran Canaria (Canarias, España). Este barrio forma parte del distrito Tamaraceite-San Lorenzo-Tenoya.
Tamaraceite fue un antiguo cantón aborigen. Su nombre original era Atamarazait, que significaba paso entre palmeras. Actualmente es uno de los núcleos en expansión de la ciudad.
Cabe destacar por su importancia histórica la ermita de la mayordomía (construida en el siglo XVII) y la iglesia de San Antonio Abad. Esta última cuenta con un mural (un fresco de unos 100 m²) realizado por el pintor Jesús Arencibia con la técnica de pigmento disuelto en cera y aplicado con soplete, está situado en el altar mayor de la iglesia de San Antonio Abad y fue inaugurado en enero del año 1971.
Tamaraceite también es muy conocido como punto de salida de peregrinos, normalmente la víspera de cada 8 de septiembre, que van a Teror para venerar a la patrona de la Diócesis Canariense: la Virgen del Pino.
Actualmente el núcleo de Tamaraceite cuenta con una población de 10.834 habitantes. Si se añaden los barrios pertenecientes al distrito Tamaraceite, como Ciudad del Campo, Cruz del Ovejero, La Galera, Isla Perdida, Lomo los Frailes, Las Majadillas, Las Perreras y Piletas, la población alcanza los 22.271 habitantes.

## Tamaraceite sur
Con este nombre se denomina a la nueva zona de expansión del barrio, donde se ha desarrollado una importante área comercial que cuenta con un centro de Leroy Merlin, Decathlon (empresa) y un centro comercial (CC Los Alisios), separado del casco de Tamaraceite por un corredor verde. En este sector se prevé desarrollar hasta 3.000 viviendas.